# 松平勝尹
松平 勝尹（まつだいら かつただ）は、江戸時代中期の大名。下総国多古藩3代藩主。官位は従五位下・玄蕃頭、大蔵少輔、豊前守。初名は勝延（かつのぶ）。

## 生涯
正徳3年（1713年）、多古松平家分家で300石取りの旗本松平勝久（宇右衛門）の長男として誕生。享保6年（1721年）10月15日、9歳で将軍徳川吉宗に御目見。享保12年（1727年）2月2日、家督を継ぐ。小普請組に属し、福島左兵衛の支配下であった。
享保14年（1729年）11月23日、本家の多古藩2代藩主・松平勝房の養子となり（これにともない300俵は収公される）、12月1日に徳川吉宗に拝謁。享保21年（1736年）4月6日の養父の隠居で家督を継ぎ、元文元年12月16日（西暦では1737年1月）に従五位下・玄蕃頭に叙位・任官する。
元文2年（1737年）に日光祭礼奉行を務め、元文4年（1739年）・寛保2年（1742年）には日光祭礼奉行代を勤めた。
延享元年（1744年）11月6日に大蔵少輔に遷任する。延享2年（1745年）2月9日に大番頭となり、延享4年（1747年）5月2日に病のため辞職。寛延2年（1749年）3月1日、はじめて領地多古に入る半年間の暇を得る。寛延4年（1751年）2月5日に豊前守に遷任する。
明和4年（1767年）1月28日、多古藩飛地領・下野国都賀郡西見野村（現在の栃木県鹿沼市見野）の長光寺境内で崖崩れがあり、万里小路藤房ゆかりの品と思しき銅鏡（柄鏡）、銅製の観音立像・銅塔や古銭が発見されるという出来事があったという。このことは明和5年（1768年）1月29日付で領主松平豊前守（勝尹）から老中松平右近将監（武元）宛に報告がなされ、2月3日に出土品が老中列席の場に提出された。
明和5年（1768年）3月26日に死去した。享年56。跡を長男・勝全が継いだ。

## 系譜
特記事項のない限り、『寛政重修諸家譜』による。子の続柄の後に記した ( ) 内の数字は、『寛政譜』の記載順。
- 父：松平勝久
- 母：不詳[3]
- 養父：松平勝房
- 正室：松平忠刻養女[3]（松平勘敬の娘[9][注釈 4]）
  - 女子(1)：本多忠興正室
  - 長男(2)：松平勝全（1750-1796）
  - 次男(3)：久松尹方 - 安兵衛。家臣となる[注釈 5]。
  - 三男(4)：亀吉
  - 女子(5)
  - 女子(6)：政 - 安藤次猷正室
- 側室：某氏
  - 女子(7)：脇坂安崇室
  - 四男(8)：飯河信門 - 飯河時信の養子